# 袁諫
袁諫（1554年—？），字子忠，號俞廷，四川順慶府西充县人，明朝政治人物。同进士出身。

## 生平
嘉靖甲寅正月二十九日生。治易经。萬曆十六年戊子科鄉試第三十三名舉人。萬曆二十三年（1595年）乙未科會試第一百六十五名，三甲二百四十一名进士，吏部觀政，二十六年二月授户部江西司主事，二十九年五月升本部河南司员外郎。歴官陕西神木兵备道，監兑籌邊，卓有聲華。里居赈荒造桥，周寒士，恤孤貧，有推解風，迄今口碑存焉。

## 家族
曾祖袁道玄。祖袁妙清。父袁伯喜，贈户部江西司主事。母张氏，贈安人；生母席氏，贈安人。永感下。娶何氏，封安人。子一凤、一曾、一龙。